# Malmö Redhawks
Malmö Redhawks is een ijshockeyclub uit Malmö in Zweden. De club werd opgericht in 1972. De club werd Zweeds kampioen in 1992 en 1994.